# 德氏若麗魚
德氏若麗魚（学名：Pseudotropheus demasoni）又名德玛森小岩鲷，為輻鰭魚綱鱸形目隆頭魚亞目慈鯛科的其中一種，被IUCN列為易危保育類動物，分布於非洲馬拉威湖流域，體長可達6.3公分，棲息在底層水域，生活習性不明。